# Олюторський район
Олю́торський район (рос. Олюторский район) — адміністративний район в складі Камчатського краю Росії. До 1 липня 2007 року входив до складу Коряцького автономного округу Камчатської області.
На південному заході район межує з Карагінським (30 км), на північному заході — з Пенжинським (656 км), на півночі — з Чукотським автономним округом (440 км). На сході омивається Беринговим морем.
Площа району становить 72 352,4 км², або ж 723 523,7 га.
Чисельність становить 6280 осіб (2009), з них корінних народів — 2,7 тис.

## Географія
По території району протікають багато повноводних річок, живлення яких в основному снігове та дощове. Всі річки району відносяться до басейну Берингового моря Тихого океану. До найбільших відносять:
- Опука, Укелаят, Лінлінваям, Ільпі, Ітчайваям, Ватина, Таманваям, Апука, Пахача, Култушна, Вивєнка, Ав'єваям, Лігінмиваям та Альхойваям.

Також в районі дуже багато озер, які за походженнями поділяються на дві групи:
- льодовикові — Танваутгин, Горне, Нгеюгитгин, Потатгитгин, Іліргитгин;
- лиманно-лагунні — Аловіна, Таман, Нерпіче Озеро, Легунмун, Сєвєрна лагуна, Евекун, Анана.

## Населені пункти
- Тилічикі — 1 977 осіб
- Корф — 1 179
- Хаїліно — 825
- Ачайваям — 524
- Середні Пахачі — 494
- Пахачі — 486
- Вивєнка — 461
- Апука — 334

## Економіка
Сільське господарство: посівна площа земель 198 га (2006), з них під картоплею 49 га, овочами — 1 га. Зібрано в 2007 році 918 т картоплі, 29 т овочів. Розводять корів (25 голів), свиней (78), овець та кіз (11), а також птахів.
Промисловість: видобуток бурого вугілля, платини. Декілька рибоконсервних заводів.